# Dan Millman
Dan Millman é um escritor norte-americano que já publicou 13 livros em um estilo auto-ajuda místico. O mais famoso dos seus livros é "O Caminho do Guerreiro Pacífico", uma espécie de semi-autobiografia, no qual o autor relata desde a sua vida como jovem ginasta que se preparava para as Olimpíadas, até o seu encontro com o mestre Sócrates, que vai lhe transmitir ensinamentos de transformação interior, que muito tem da filosofia budista.
O livro também rendeu o filme "Peaceful Warrior" ("Poder Além da Vida" no Brasil).Baseado em fatos reais.
O filme foi realizado por Victor Salva e tem como actores principais: Scott Mechlowicz; Nick Nolte e Amy Smart.

## Inicio da vida
Millman nasceu em Los Angeles, Califórnia, por Herman e Vivian Millman (ambos falecidos), e tem uma irmã mais velha Diane. Grande parte da sua infância incluiu buscas ativas, como dança moderna, artes marciais, e, em seguida, trampolim, tumbling e ginástica. Durante seu último ano na John Marshall High School (Los Angeles), Millman venceu os Estados Unidos Federação de Ginástica (USGF) título nacional no trampolim e foi eleito o Atleta do Senior Year. Enquanto um calouro na U.C. Berkeley, ele venceu os 1964 Trampolim Campeonato Mundial, em Londres. Enquanto freqüentava U.C. Berkeley, ganhou honras All-americanos e ganhou o Campeonato da NCAA em salto (1964) e um campeonato USGF no exercício de solo (1966). Ele representou os Estados Unidos nos Jogos Maccabiah 1966, ganhando quatro medalhas de ouro na ginástica. [1] Ele foi eleito Senior UC Berkeley Atleta do Ano, graduando-se com um BA licenciatura em Psicologia em 1968.

## Carreira
Em 1968, Millman actuou como Director de ginástica na Universidade de Stanford, onde ele treinou olímpico EUA Steve Abraço e trouxe a equipe de Stanford para a proeminência nacional. Durante o mandato de Millman em Stanford, ele treinou em Aikido, acabou ganhando um shodan (faixa preta) classificação, e estudou Tai Chi (Taiji) e outras artes marciais.
Em 1972, ingressou na faculdade de Millman no Oberlin College, em Oberlin, Ohio como professor-assistente de educação física. No Oberlin, em uma bolsa de viagem-pesquisa da faculdade, Millman viajou para San Francisco, onde completou os 40 dias de treinamento intensivo Arica, em seguida, para o Havaí, Índia e Hong Kong, onde praticou várias disciplinas, incluindo yoga e artes marciais .
Em 1985, Millman passou a produzir programas de áudio e vídeo, e apresentar seminários e palestras profissionais. [2] Devido aos variados temas de seus livros, sua obra é difícil de rótulo, mas é geralmente ligado ao movimento do potencial humano. [3]
Em 2006, seu primeiro livro, O Caminho do Guerreiro Pacífico, foi adaptado para um filme, "Caminho do Guerreiro Pacífico", com Nick Nolte, distribuído pela Lionsgate Films e lançado pela Universal Pictures em 2007. [4]
Além de seus livros e palestras, Millman tenta se conectar com os leitores devotos e admiradores através de uma série de boletins trimestrais publicados e distribuídos por sua empresa San Rafael, Serviços Peaceful Warrior.

## Vida pessoal
Dan Millman e sua esposa Joy vivem no norte da Califórnia. Eles têm três filhas crescidas e dois netos.

## Obras
1979: Whole Body Fitness
1980: Way of the Peaceful Warrior: A book that changes lives
1985: The Warrior Athlete (rev. ed. of Whole Body Fitness)
1990: Sacred Journey of the Peaceful Warrior
1991: Secret of the Peaceful Warrior (children - illustrated by Taylor Bruce)
1992: No Ordinary Moments: A peaceful warrior's guide to daily life
1993: Quest for the Crystal Castle (children - illustrated by Taylor Bruce)
1994: The Life You Were Born to Live: A guide to finding your life purpose
1995: The Laws of Spirit: A tale of transformation
1998: Everyday Enlightenment: The twelve gateways to personal growth
1999: Body Mind Mastery (rev. edition of The Warrior Athlete)
2000: Living on Purpose: Straight answers to life's tough questions
2006: The Journeys of Socrates
2007: Wisdom of the Peaceful Warrior: A companion to the book that changes lives
2009: Bridge Between Worlds: Extraordinary experiences that changed lives
2010: Peaceful Warrior: The Graphic Novel (illustrated by Andrew Winegarner)
2011: The Four Purposes of Life: Finding meaning and direction in a changing world